# 12172 Niekdekort
12172 Niekdekort eller 2390 T-3 är en asteroid i huvudbältet som upptäcktes den 16 oktober 1977 av den nederländsk-amerikanske astronomen Tom Gehrels och det nederländska astronomparet Ingrid van Houten-Groeneveld och Cornelis Johannes van Houten vid Palomarobservatoriet. Den är uppkallad efter Niek De Kort.
Asteroiden har en diameter på ungefär 4 kilometer.